# 2015 FNS歌謡祭

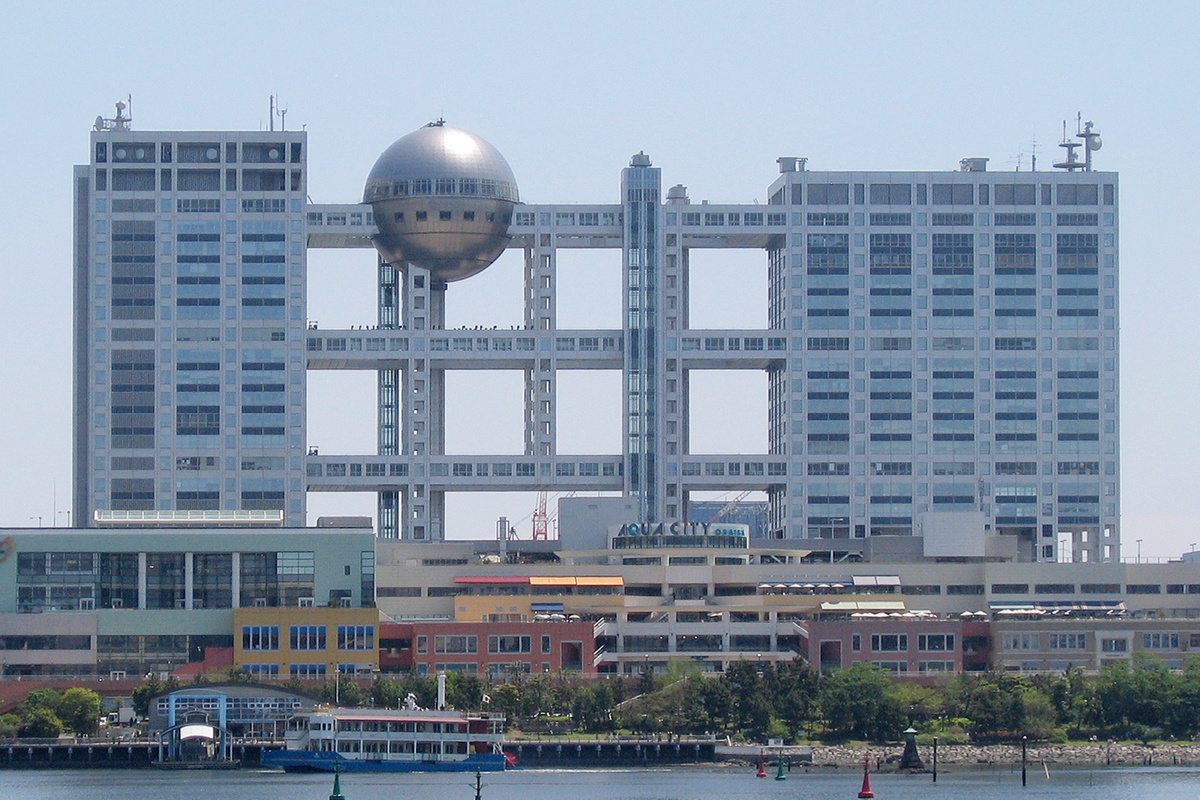
「第2夜」の会場となる番組の生放送が行われたフジテレビ本社「FCGビル」

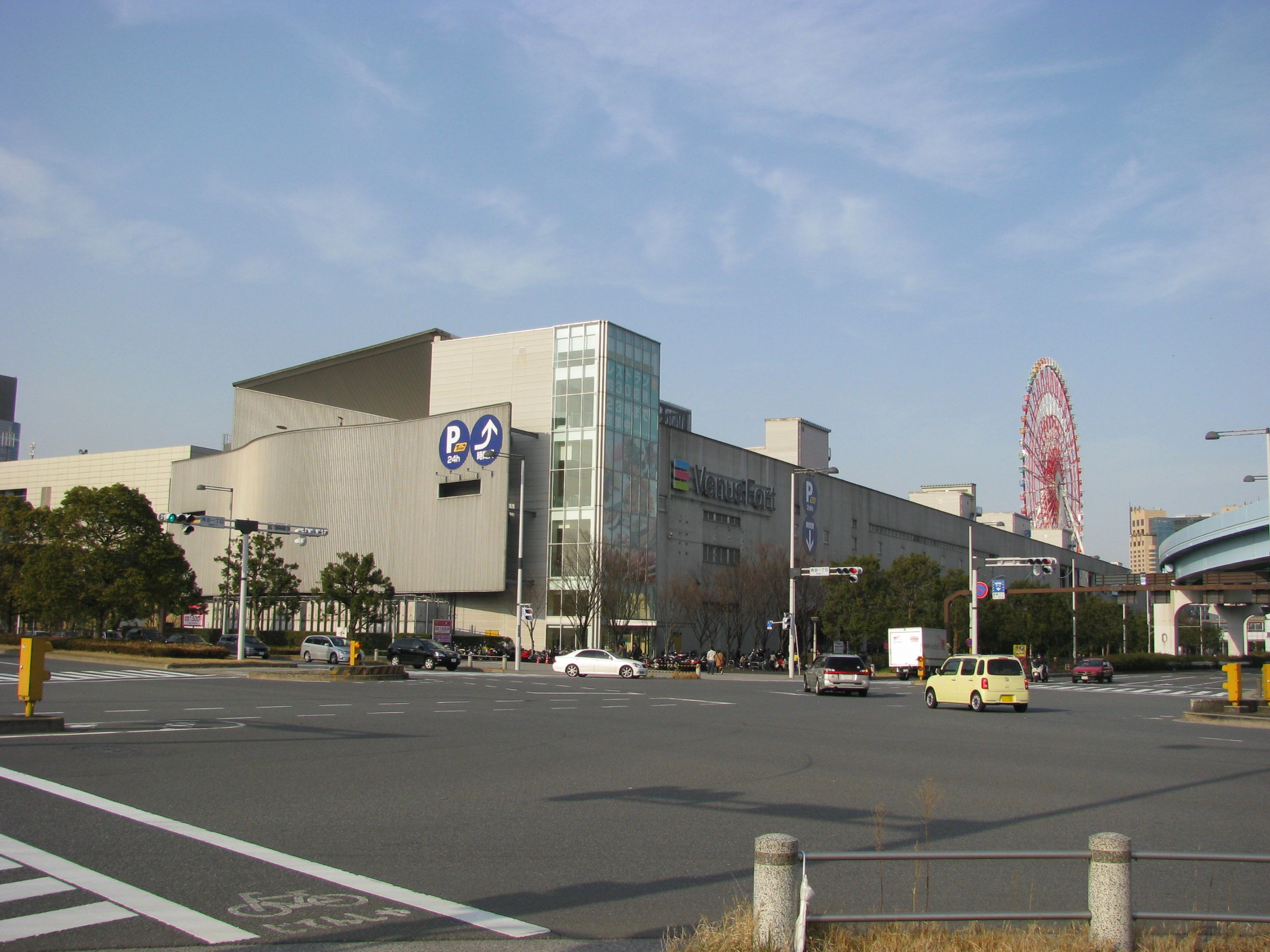
同じく「第2夜」の会場となる番組の生放送が行われたヴィーナスフォート

『2015 FNS歌謡祭』（2015 エフエヌエスかようさい）は、フジテレビ系列で2015年12月2日 19:00 - 23:18（JST）・12月16日 19:00 - 21:54（JST）に生放送された通算44回目の『FNS歌謡祭』である。

## 概要
2005年から2014年（2008年以外）まで司会を務めたSMAPの草彅剛に替わって、本年からは、同年4月から9月まで毎週水曜日 19:57 - 20:54（JST）に放送された『水曜歌謡祭』、同年10月から毎週金曜日 23:30 - 23:58（JST）に放送中の『Love music』で司会を務める森高千里とアンジャッシュの渡部建が務める。お笑い芸人が当番組の司会を務めるのは番組史上初となる。この他、第40回（2012年）以来途絶えていた「進行役」が復活し、軽部真一アナウンサーが担当する。
前回では過去最長の放送時間4時間42分で生放送されたが、本年は2DAYSとして当番組史上初の2回 に分けて生放送されることが同年9月2日放送の『水曜歌謡祭』（最終回）で発表された。第1夜は『2015 FNS歌謡祭』として例年通りの形式でグランドプリンスホテル新高輪「飛天」より12月2日 19:00 - 23:18（JST）に、第2夜は『2015 FNS歌謡祭 THE LIVE』（エフエヌエスかようさいザライブ）としてフジテレビ特設スタジオとヴィーナスフォート内教会広場から12月16日 19:00 - 21:54（JST）に生放送された。今年はそれぞれ4時間18分と2時間54分（2週合計7時間12分）の大長編となった。
12月2日（第1夜）のテーマは「名曲だらけの豪華コラボレーション祭り!」。
12月16日（第2夜）のテーマは「躍動感溢れるフレッシュなLIVE空間!」。
翌2016年3月を以て水曜22時ドラマ枠が2022年4月まで中断のため、2013年以来続いていた、水曜22時枠ドラマを休止して当番組を放送する体制は今回が最後となった（第1夜のみ）。
12月2日（第1夜）の平均視聴率は16.1%となった。また、瞬間最高視聴率は中山美穂が披露した「ただ泣きたくなるの」のシーン（21:57）と、AKB48×谷村新司のコラボレーションで披露された「赤鼻のトナカイ」のシーン（22:00）で、20.2%だった（ビデオリサーチ調べ、関東地区・世帯・リアルタイム、以下略）。
12月16日（第2夜）の平均視聴率は13.5%となった。
翌年、SMAPが年内での解散を正式に発表。この派生番組である、『FNSうたの夏まつり』等の音楽特番を相次いで辞退し、同年の『2016 FNS歌謡祭』も辞退した為、今回がSMAPとして最後の出演となった。

## 当日のステージ

### 第1夜
トップバッターでは、当番組ではTOKIOが初めて担当して「AMBITIOUS JAPAN!」を披露した。さらに、番組のオープニングを挟んで、続けて2曲目には新曲「東京ドライブ」を披露した。大トリでは、5年連続でSMAPが担当してMIYAVIとのコラボレーションで新曲「Otherside」を披露した。また、SMAPも大トリの前に「雪が降ってきた」を披露した。その為、今回は、トップバッターのTOKIO、大トリのSMAP、共に2曲のメドレーで披露した。また、当番組で2003年から13年連続で続いてきたSMAPの大トリが本年で最後となった。
第1夜のステージの最多出演者はNMB48・AKB48の山本彩であり、5曲に参加していた。
番組前半には、昨年、ジャニーズ事務所の後輩14組それぞれとのコラボレーションで披露されたデビュー35周年を迎えた近藤真彦のメドレーが今年も行われ、氣志團の綾小路翔とのコラボレーションで「ハイティーン・ブギ」、横山剣とのコラボレーションで「北街角」、単体で新曲「大人の流儀」と、ジャニーズ事務所以外のアーティストとのコラボレーションで披露された。尚、近藤真彦が楽曲を披露中には、観覧席で観覧しているジャニーズ事務所の後輩であるTOKIO、KinKi Kids、嵐、関ジャニ∞、Hey! Say! JUMP、Kis-My-Ft2 が総立ちで盛り上げていた。
番組中盤には、嵐が当番組では2001年以来の14年ぶりに楽曲をメドレーで披露した。ももいろクローバーZとのコラボレーションで「WISH」、東京スカパラダイスオーケストラ・ホーンセクションとのコラボレーションで「GUTS !」、単体で新曲「愛を叫べ」の3曲を披露した。尚、嵐とももいろクローバーZといった男性アイドルグループと女性アイドルグループがコラボレーションするのは当番組では史上初となる。また、嵐は、2012年と2013年では事前収録での出演、2014年はフジテレビ本社からの中継での生出演だったため、2011年以来の4年ぶりに「飛天」での生パフォーマンスとなった。
番組後半には、音楽番組の出演が18年ぶり及び当番組の出演が『'96 FNS歌謡祭』以来の19年ぶりとなる中山美穂が出演して、「世界中の誰よりきっと」「ただ泣きたくなるの」の2曲をメドレーで披露した。尚、生出演ではなく事前収録での出演となった。
さらに、昨年も行われたクリスマスソングメドレーや広瀬香美の大ヒット曲などのウィンターソングメドレーが、出演アーティスト同士のコラボレーションやカバーなどで披露された。
SMAPは、メンバーの中居正広がMCとしてレギュラー出演している裏番組である日本テレビ『ザ!世界仰天ニュース』の3時間SP（19:00 - 21:54）が放送されていたため、19時台〜21時台は観覧席での観覧も含めて出演を控えていた。SMAPのメンバーの木村拓哉は自身のラジオ番組で契約上の出演時間になるまでは、裏（楽屋）で過ごしていたことを明かしている。
第1夜では、ジャニーズ事務所からは近藤真彦、SMAP、TOKIO、KinKi Kids、嵐、関ジャニ∞、Hey! Say! JUMP、Kis-My-Ft2、舞祭組の9組が出演した。近藤を除き、いずれもフジテレビでグループでのレギュラー番組を持っている。また、今回が2回目の出演となる関ジャニ∞は昨年は中継での出演であったため、初めて「飛天」でのパフォーマンスとなった。
BoAが、『2011 FNS歌謡祭』以来の4年ぶりの当番組出演に伴い、同じく、『2011 FNS歌謡祭』以来の4年ぶりにK-POP勢からのアーティストが当番組に出演した。
出演アーティストは全79組で、全79曲中48曲がコラボレーション（共演）で披露された。

### 第2夜
トップバッターでは、V6×A.B.C-Z×ジャニーズWESTのコラボレーションによる「MUSIC FOR THE PEOPLE」を披露した。さらに、続けてデビュー20周年を迎えたV6が、この回に出演しているジャニーズの後輩グループであるタッキー&翼、NEWS、KAT-TUN、Sexy Zone、A.B.C-Z、ジャニーズWESTとのそれぞれの共演でV6の6曲のスペシャルメドレーが披露された。尚、番組中盤ではV6が単体で新曲「Wait for You」を披露した。また、V6、A.B.C-Z、ジャニーズWESTは、3組共、当番組では初めてトップバッターを担当した。大トリでは、EXILEが当番組では初めて担当して、「24karats GOLD SOUL」を披露した。
第2夜のステージの最多出演者はV6であり、7曲に参加していた。
番組前半には、今回の目玉となるスペシャル企画として、AKB48グループ（AKB48/SKE48/NMB48）、坂道シリーズ（乃木坂46/欅坂46）、スターダストグループ（ももいろクローバーZ/私立恵比寿中学/チームしゃちほこ）、ハロー!プロジェクトグループ（モーニング娘。'15/℃-ute/アンジュルム）が一堂に会して初めて共演し、それぞれの女性アイドルグループの垣根を超えて日本を代表する11組99名の女性アイドルグループによるアイドル・オールスターで送る「アイドル・コラボレーション・メドレー」と題した9曲のメドレーが披露された。尚、翌年もコラボの組み合わせと楽曲を変えて行われた。
番組後半には、EXILE、三代目 J Soul Brothers、GENERATIONS、E-girls、Dream、Happiness、FlowerといったEXILE TRIBEによる8曲のスペシャルメドレーが披露された。
SNH48・SKE48メンバーの宮澤佐江が当番組でグループからの卒業を発表した。なお、同日にAKB48の西山怜那とHKT48の梅本泉もグループからの卒業を発表しており、1日で同じ番組内で3人が卒業を発表する事態となった。
第2夜では、ジャニーズ事務所からはV6、タッキー&翼、NEWS、KAT-TUN、Sexy Zone、A.B.C-Z、ジャニーズWESTの7組が出演した。第1夜とは対照的にフジテレビでグループでのレギュラー番組を持っていない。また、タッキー&翼と田口淳之介（KAT-TUN）にとって最後の当番組の出演となった。
出演アーティストは全46組で、全64曲中18曲がコラボレーション（共演）で披露された。

### 全体（第1夜・第2夜）
今年は、安倍なつみ、アンジュルム、大竹しのぶ、℃-ute、桐谷健太、ゲスの極み乙女。、欅坂46、クミコ、私立恵比寿中学、chay、チームしゃちほこ、東京スカパラダイスオーケストラ・ホーンセクション、Dream、tofubeats、新妻聖子、西島隆弘、Happiness、藤巻亮太、Flower、BREAKERZ、星野源、山崎まさよしの22組のアーティストが『FNS歌謡祭』に初出演した。とんねるずの木梨憲武は『'96 FNS歌謡祭』で「憲三郎&ジョージ山本」の出演以来、19年ぶりのソロでの『FNS歌謡祭』の出演となった。
第1夜・第2夜のどちらにも出演したアーティストはAKB48、大原櫻子、GENERATIONS from EXILE TRIBE、TAKAHIRO・NESMITH・SHOKICHI、T.M.Revolution、登坂広臣・今市隆二、Dream、中島美嘉、西内まりや、乃木坂46、Happiness、Flower、miwa、ももいろクローバーZ、森高千里の14組。
第1夜・第2夜合わせて、出演アーティストは110組・披露された楽曲は143曲・披露されたコラボレーション（共演）は66共演となった。
第1夜・第2夜合わせたステージの最多出演者はNMB48・AKB48の山本彩であり、計10曲に参加していた。
AKB48の「ヘビーローテーション」は、第1夜・第2夜のどちらも、それぞれ異なる組み合わせのコラボレーションで披露された（下記参照）。
例年通りの『FNS歌謡祭』では、同じアーティストが異なる時間帯に異なる楽曲を披露することが多かったが、今年では、一部のアーティストを除き、同じアーティストが2〜3曲のメドレーで楽曲を披露していた。
SMAP、KAT-TUNの田口淳之介、タッキー&翼、SNH48・SKE48の宮澤佐江の他に、AKB48の高橋みなみ、SKE48の柴田阿弥、NMB48の小谷里歩・門脇佳奈子・梅田彩佳・渡辺美優紀、HKT48の穴井千尋・坂口理子、乃木坂46の深川麻衣、モーニング娘。'15の鞘師里保・鈴木香音、チームしゃちほこの伊藤千由李、アンジュルムの田村芽実・相川茉穂・和田彩花・勝田里奈・中西香菜・室田瑞希・竹内朱莉といったアイドルが相次いで卒業を発表し、最後の『FNS歌謡祭』の出演となった。

## 出演者

### 司会
- 森高千里
- 渡部建（アンジャッシュ）

### 進行
- 軽部真一（フジテレビアナウンサー）

### 出演アーティスト

#### 第1夜（出演アーティスト）
- AI
- 安倍なつみ
- 嵐
- 家入レオ
- AKB48
- HKT48
- EXILE（TAKAHIRO・NESMITH・SHOKICHI）
- 大竹しのぶ
- 大原櫻子
- 華原朋美
- 河村隆一
- 関ジャニ∞[注 31]
- 氣志團
- Kis-My-Ft2
- 木梨憲武（とんねるず）[注 32]
- 桐谷健太
- KinKi Kids[注 33]
- クミコ
- K
- 倖田來未[注 34]
- 郷ひろみ
- ゴスペラーズ[注 35]
- 近藤真彦
- THE ALFEE
- GENERATIONS from EXILE TRIBE
- 柴咲コウ
- 島袋寛子
- JUJU
- Superfly
- 鈴木雅之
- SMAP
- 髙橋真梨子[注 34]
- 谷村新司
- chay
- T.M.Revolution
- 東京スカパラダイスオーケストラ・ホーンセクション[注 36]
- TOKIO
- 德永英明
- 登坂広臣・今市隆二（三代目 J Soul Brothers from EXILE TRIBE[注 37]）
- Dream
- 中島美嘉
- 中山美穂[注 34]
- 新妻聖子
- 西内まりや
- 西島隆弘（AAA）
- 西野カナ
- 乃木坂46
- 秦基博
- Happiness
- 浜崎あゆみ
- BEGIN
- 平井堅
- ヒロミ[注 32]
- 広瀬香美
- 舞祭組
- 藤井フミヤ
- 藤巻亮太
- Flower
- Hey! Say! JUMP
- BoA
- ポルノグラフィティ
- 槇原敬之
- 松崎しげる
- 松下奈緒
- 水樹奈々
- MIYAVI
- 宮本笑里
- miwa
- May J.
- ももいろクローバーZ
- 森高千里
- 山崎まさよし
- 由紀さおり
- 横山剣
- 和田アキ子
- WaT

太文字は当年のNHK『第66回NHK紅白歌合戦』に出場。
※五十音順

#### 第2夜（出演アーティスト）
- アンジュルム
- E-girls
- いきものがかり
- AKB48
- SKE48
- NMB48
- A.B.C-Z
- EXILE
- 大原櫻子
- KAT-TUN
- きゃりーぱみゅぱみゅ
- ℃-ute
- Crystal Kay
- ゲスの極み乙女。
- 欅坂46
- コブクロ
- 三代目 J Soul Brothers from EXILE TRIBE[注 37]
- GENERATIONS from EXILE TRIBE
- ジャニーズWEST[注 38]
- JUJU
- 私立恵比寿中学
- SEKAI NO OWARI
- Sexy Zone[注 39]
- タッキー&翼
- チームしゃちほこ[11]
- TUBE
- T.M.Revolution
- tofubeats
- Dream
- ナオト・インティライミ
- 中島美嘉
- 西内まりや
- NEWS
- 乃木坂46
- Happiness
- Perfume
- V6
- Flower
- BREAKERZ
- 星野源
- My Little Lover
- miwa
- モーニング娘。'15
- ももいろクローバーZ
- 森高千里
- ゆず

太文字は当年のNHK『第66回NHK紅白歌合戦』に出場。
※五十音順

### ゲスト
第1夜
- 小倉智昭 - 『情報プレゼンター とくダネ!』MC、番組を全編通して観覧した。
- つんく♂ - クミコ×安倍なつみ×森保まどかのパフォーマンス前にVTR出演。
- 見栄晴 - 藤井フミヤ&憲武とヒロミの曲中の背後に見切れる形で立ったまま登場、番組内では一切触れられていなかった。
- 篠原涼子、吉瀬美智子、鈴木砂羽 - ドラマ『オトナ女子』キャスト、主題歌を歌う中島美嘉の応援。
- 西島秀俊、伊藤淳史、石橋杏奈、伊藤英明、浅田美代子、中村蒼 - ドラマ『無痛〜診える眼〜』キャスト、主題歌を歌うSuperflyの応援。

第2夜
- 中川礼二（中川家） - タッキー&翼の曲「山手線内回り〜愛の迷路〜」で車掌に扮しての出演。

### 音楽・演奏
- 武部聡志音楽団

## セットリスト

### 第1夜（セットリスト）
| 順番 | アーティスト                                        | 楽曲                                                             |
| ---- | --------------------------------------------------- | ---------------------------------------------------------------- |
| 1    | TOKIO                                               | AMBITIOUS JAPAN! (2003)                                          |
| 2    | TOKIO                                               | 東京ドライブ                                                     |
| 3    | 郷ひろみ×JUJU×Happiness                             | マイレディー (1979/郷ひろみ)                                     |
| 4    | 德永英明×西内まりや                                 | 輝きながら… (1987/德永英明)                                      |
| 5    | 乃木坂46                                            | 今、話したい誰かがいる                                           |
| 6    | THE ALFEE×ももいろクローバーZ                       | メリーアン (1983/ALFEE)                                          |
| 7    | HKT48 feat.氣志團                                   | しぇからしか!                                                    |
| 8    | 由紀さおり×新妻聖子×Flower                          | ラストダンスは私に (1960/越路吹雪)                               |
| 9    | 和田アキ子×横山剣×水樹奈々                          | あの鐘を鳴らすのはあなた (1972/和田アキ子)                       |
| 10   | BEGIN×島袋寛子                                      | 島人ぬ宝 (2002/BEGIN)                                            |
| 11   | 柴咲コウ                                            | 野生の同盟                                                       |
| 12   | クミコ×安倍なつみ×森保まどか(HKT48)                 | うまれてきてくれて ありがとう (クミコ)                           |
| 13   | ポルノグラフィティ                                  | オー!リバル                                                      |
| 14   | 広瀬香美×Dream                                      | ロマンスの神様 (1993/広瀬香美)                                   |
| 15   | 広瀬香美×華原朋美×chay                              | ゲレンデがとけるほど恋したい (1995/広瀬香美)                     |
| 16   | 広瀬香美×May J.×西内まりや                          | promise (1997/広瀬香美)                                          |
| 17   | 槇原敬之×KinKi Kids                                 | 冬がはじまるよ (1991/槇原敬之)                                   |
| 18   | 中島美嘉×河村隆一                                   | 雪の華 (2003/中島美嘉)                                           |
| 19   | 藤巻亮太×錦戸亮(関ジャニ∞)                          | 粉雪 (2005/レミオロメン)                                         |
| 20   | 松崎しげる×T.M.Revolution                           | Everything (2000/MISIA)                                          |
| 21   | 近藤真彦×綾小路翔(氣志團)                           | ハイティーン・ブギ (1982/近藤真彦)                               |
| 22   | 近藤真彦×横山剣                                     | 北街角 (1993/近藤真彦)                                           |
| 23   | 近藤真彦                                            | 大人の流儀                                                       |
| 24   | 関ジャニ∞                                           | 前向きスクリーム!                                                |
| 25   | 秦基博×WaT×西島隆弘                                 | ひまわりの約束 (2014/秦基博)                                     |
| 26   | 藤井フミヤ&憲武とヒロミ                             | 友よ                                                             |
| 27   | 倖田來未                                            | 愛のうた (2007)                                                  |
| 28   | AI×秦基博                                           | Story (2005/AI)                                                  |
| 29   | 山崎まさよし×miwa×生田絵梨花(乃木坂46)              | One more time, One more chance (1997/山崎まさよし)               |
| 30   | MIYAVI×BOBO                                         | Mission: Impossible Theme (1966)                                 |
| 31   | Hey! Say! JUMP                                      | Ultra Music Power (2007)                                         |
| 32   | Hey! Say! JUMP                                      | キミアトラクション                                               |
| 33   | KinKi Kids                                          | 夢を見れば傷つくこともある                                       |
| 34   | 舞祭組                                              | やっちゃった!!                                                   |
| 35   | 氣志團×WaT                                          | One Night Carnival (2001/氣志團)                                 |
| 36   | AKB48×高見沢俊彦(THE ALFEE)×たかみな沢さん          | ヘビーローテーション (2010/AKB48)                                |
| 37   | 西野カナ                                            | トリセツ                                                         |
| 38   | EXILE×今市隆二・登坂広臣×GENERATIONS                | 銀河鉄道999 (1979/ゴダイゴ)                                      |
| 39   | 德永英明×JUJU×ゴスペラーズ                          | やさしい悪魔 (1977/キャンディーズ)                               |
| 40   | May J.×郷ひろみ×宮本笑里                            | 星に願いを (1940)                                                |
| 41   | 嵐×ももいろクローバーZ                              | WISH (2005/嵐)                                                   |
| 42   | 嵐×東京スカパラダイスオーケストラ・ホーンセクション | GUTS ! (2014/嵐)                                                 |
| 43   | 嵐                                                  | 愛を叫べ                                                         |
| 44   | 中島美嘉×K                                          | 花束 (中島美嘉)                                                  |
| 45   | 平井堅                                              | POP STAR (2005)                                                  |
| 46   | 平井堅                                              | 告白 (2012)                                                      |
| 47   | 家入レオ×山本彩(NMB48)                              | 君がくれた夏 (家入レオ)                                          |
| 48   | 関ジャニ∞                                           | ズッコケ男道 (2007)                                              |
| 49   | 藤井フミヤ×長瀬智也(TOKIO)                          | TRUE LOVE (1993/藤井フミヤ)                                      |
| 50   | 大竹しのぶ×山崎まさよし                             | 黄昏のビギン (1959/水原弘)                                       |
| 51   | 森高千里×秦基博×宮本笑里                            | 渡良瀬橋 (1993/森高千里)                                         |
| 52   | 槇原敬之×柴咲コウ                                   | 素直 (1997/槇原敬之)                                             |
| 53   | miwa                                                | あなたがここにいて抱きしめることができるなら                     |
| 54   | 中山美穂                                            | 世界中の誰よりきっと (1992/中山美穂&WANDS)                       |
| 55   | 中山美穂                                            | ただ泣きたくなるの (1994)                                        |
| 56   | AKB48×谷村新司                                      | 赤鼻のトナカイ (1949/ジーン・オートリー&ザ・ピナフォア)          |
| 57   | Hey! Say! JUMP                                      | サンタが街にやってくる (1934/クリスマスソング)                   |
| 58   | EXILE×今市隆二・登坂広臣                            | LAST CHRISTMAS (1984/ワム!)                                      |
| 59   | Flower×chay                                         | 恋人がサンタクロース (1980/松任谷由実)                           |
| 60   | 西野カナ×水樹奈々×ゴスペラーズ                      | We Wish You a Merry Christmas (16世紀起源のクリスマス・キャロル) |
| 61   | ももいろクローバーZ                                 | サンタさん (2011)                                                |
| 62   | BoA×華原朋美                                        | メリクリ (2004/BoA)                                              |
| 63   | 桐谷健太                                            | 海の声 (浦島太郎)                                                |
| 64   | JUJU×水樹奈々                                       | やさしさで溢れるように (2009/JUJU)                               |
| 65   | 髙橋真梨子                                          | for you… (1982)                                                  |
| 66   | ポルノグラフィティ×高見沢俊彦(THE ALFEE)            | アポロ (1999/ポルノグラフィティ)                                 |
| 67   | Superfly                                            | 黒い雫                                                           |
| 68   | Superfly                                            | Beautiful                                                        |
| 69   | 河村隆一×T.M.Revolution×松下奈緒                    | Glass (1997/河村隆一)                                            |
| 70   | Kis-My-Ft2                                          | Everybody Go (2011)                                              |
| 71   | Kis-My-Ft2                                          | 最後もやっぱり君                                                 |
| 72   | 谷村新司×山本彩(NMB48)×大原櫻子                     | 冬の稲妻 (1977/アリス)                                           |
| 73   | KinKi Kids                                          | SNOW! SNOW! SNOW! (2005)                                         |
| 74   | 鈴木雅之×今市隆二・登坂広臣                         | 違う、そうじゃない (1994/鈴木雅之)                               |
| 75   | AKB48                                               | 365日の紙飛行機                                                  |
| 76   | AKB48                                               | 唇にBe My Baby                                                   |
| 77   | 浜崎あゆみ                                          | SEASONS (2000)                                                   |
| 78   | SMAP                                                | 雪が降ってきた(1992)                                             |
| 79   | SMAP×MIYAVI                                         | Otherside (SMAP)                                                 |

### 第2夜（セットリスト）
| 順番 | アーティスト                                                  | 楽曲                                               |
| ---- | ------------------------------------------------------------- | -------------------------------------------------- |
| 1    | V6×A.B.C-Z×ジャニーズWEST                                     | MUSIC FOR THE PEOPLE (1995/V6)                     |
| 2    | V6×Sexy Zone                                                  | Sexy.Honey.Bunny! (2011/V6)                        |
| 3    | V6×KAT-TUN                                                    | TAKE ME HIGHER (1996/V6)                           |
| 4    | V6×NEWS                                                       | 愛なんだ (1997/V6)                                 |
| 5    | V6×タッキー&翼                                                | HONEY BEAT (2007/V6)                               |
| 6    | V6×タッキー&翼×NEWS×KAT-TUN ×Sexy Zone×A.B.C-Z×ジャニーズWEST | WAになっておどろう (1997/V6)                       |
| 7    | Perfume                                                       | ポリリズム (2007)                                  |
| 8    | Perfume                                                       | STAR TRAIN                                         |
| 9    | ナオト・インティライミ                                        | いつかきっと                                       |
| 10   | ナオト・インティライミ                                        | The World is ours! (2014)                          |
| 11   | コブクロ                                                      | 君という名の翼 (2006)                              |
| 12   | コブクロ                                                      | 未来                                               |
| 13   | 三代目 J Soul Brothers                                        | Unfair World                                       |
| 14   | JUJU                                                          | What You Want                                      |
| 15   | タッキー&翼                                                   | Venus (2006)                                       |
| 16   | タッキー&翼                                                   | 山手線内回り〜愛の迷路〜                           |
| 17   | 中島美嘉                                                      | GLAMOROUS SKY (2005/NANA starring MIKA NAKASHIMA)  |
| 18   | 森高千里×tofubeats                                            | ララ サンシャイン (tofubeats edit) (1996/森高千里) |
| 19   | 西内まりや                                                    | Save me                                            |
| 20   | FNS超選抜                                                     | ヘビーローテーション (2010/AKB48)                  |
| 21   | モーニング娘。'15×℃-ute×アンジュルム×AKB48                    | LOVEマシーン (1999/モーニング娘。)                 |
| 22   | ももいろクローバーZ×私立恵比寿中学×チームしゃちほこ           | Chai Maxx (2011/ももいろクローバー)                |
| 23   | AKB48×乃木坂46                                                | 会いたかった (2006/AKB48)                          |
| 24   | 乃木坂46×AKB48×欅坂46                                         | 制服のマネキン (2012/乃木坂46)                     |
| 25   | モーニング娘。'15×℃-ute×アンジュルム×ももいろクローバーZ      | 恋愛レボリューション21 (2000/モーニング娘。)       |
| 26   | AKB48×ももいろクローバーZ                                     | 大声ダイヤモンド (2008/AKB48)                      |
| 27   | ももいろクローバーZ×AKB48                                     | 行くぜっ!怪盗少女 (2010/ももいろクローバー)        |
| 28   | アイドルメドレー ALL LINE UP                                  | 恋するフォーチュンクッキー (2013/AKB48)            |
| 29   | T.M.Revolution                                                | Inherit the Force -インヘリット・ザ・フォース-     |
| 30   | きゃりーぱみゅぱみゅ                                          | もんだいガール                                     |
| 31   | My Little Lover                                               | Hello, Again 〜昔からある場所〜 (1995)             |
| 32   | Crystal Kay                                                   | 何度でも                                           |
| 33   | 星野源                                                        | SUN                                                |
| 34   | V6                                                            | Wait for You                                       |
| 35   | 大原櫻子                                                      | キミを忘れないよ                                   |
| 36   | Sexy Zone                                                     | Cha-Cha-Cha チャンピオン                           |
| 37   | A.B.C-Z                                                       | Moonlight walker                                   |
| 38   | ジャニーズWEST                                                | ええじゃないか (2014)                              |
| 39   | BREAKERZ                                                      | YAIBA                                              |
| 40   | E-girls                                                       | Dance Dance Dance                                  |
| 41   | Happiness                                                     | Holiday                                            |
| 42   | Flower                                                        | 瞳の奥の銀河                                       |
| 43   | Dream                                                         | ブランケット・スノウ                               |
| 44   | E-girls                                                       | Follow Me (2012/E-Girls)                           |
| 45   | 三代目 J Soul Brothers                                        | R.Y.U.S.E.I. (2014)                                |
| 46   | GENERATIONS                                                   | ALL FOR YOU                                        |
| 47   | EXILE×三代目 J Soul Brothers×GENERATIONS                      | Rising Sun (2011/EXILE)                            |
| 48   | いきものがかり                                                | あなた                                             |
| 49   | いきものがかり                                                | じょいふる (2009)                                  |
| 50   | ゆず                                                          | 雨のちハレルヤ (2013)                              |
| 51   | ゆず                                                          | 終わらない歌                                       |
| 52   | ゲスの極み乙女。                                              | ロマンスがありあまる                               |
| 53   | ゲスの極み乙女。                                              | 私以外私じゃないの                                 |
| 54   | SEKAI NO OWARI                                                | ANTI-HERO                                          |
| 55   | KAT-TUN                                                       | Real Face (2006)                                   |
| 56   | KAT-TUN                                                       | KISS KISS KISS                                     |
| 57   | TUBE×miwa                                                     | 情熱 (1997/TUBE)                                   |
| 58   | TUBE                                                          | 灯台                                               |
| 59   | SKE48                                                         | オキドキ (2011)                                    |
| 60   | NMB48                                                         | ナギイチ (2012)                                    |
| 61   | T.M.Revolution×高橋みなみ(AKB48)                              | HOT LIMIT (1998/T.M.Revolution)                    |
| 62   | NEWS                                                          | weeeek (2007)                                      |
| 63   | NEWS                                                          | ヒカリノシズク                                     |
| 64   | EXILE                                                         | 24karats GOLD SOUL                                 |

## 関連番組
- Love music - 当番組の司会である森高・渡部がMCを務める音楽番組。11月27日放送回を同番組の特別編「2015 FNS歌謡祭 直前SP」として放送。当番組第1夜に出演する大竹しのぶ、柴咲コウとの『2015 FNS歌謡祭』への意気込みトークや昨年の『2014 FNS歌謡祭』の一部分を「名場面」として再放送した。12月11日放送回の番組終盤では、第2夜に出演するアーティスト[注 56] が第2夜の告知（番組宣伝）を行った。
- 今年もきました! FNS歌謡祭 事前スペシャル - 同年11月29日（日曜日）14:00 - 14:35にフジテレビと一部系列局[注 57] で放送された第1夜の事前番組。第1夜に出演予定者のインタビューや歌唱予定曲の一部、コラボレーションの一部を発表した。さらに、髙橋真梨子のスペシャルパフォーマンスも披露された。